# هرمان إدوارد فون هولست
هرمان إدوارد فون هولست (بالألمانية: Hermann Eduard von Holst)‏ (و. 1841 – 1904 م) هو صحفي، ومؤرخ، وأستاذ جامعي، وسياسي ألماني، ولد في فيلياندي، كان عضوًا في الأكاديمية الأمريكية للفنون والعلوم، والأكاديمية البروسية للعلوم، توفي في فرايبورغ، عن عمر يناهز 63 عاماً.

## مناصب
تولى منصب جهيمرات ‏
.

## التعليم
تعلم في الجامعة الإمبراطورية في دوربات ‏، وتعلم في جامعة هايدلبرغ
.